# Madrid Arena
Madrid Arena ou Telefónica Arena est une grande salle multi-sport de Madrid, en Espagne.
Inaugurée en 2002, elle peut contenir jusqu'à 12 000 personnes.
Elle accueille généralement les matchs de basket-ball des Estudiantes Madrid.

## Événements
- Masters de Madrid, 2002 à 2008
- Masters de tennis féminin (Sony Ericsson Championships Madrid), 2006 et 2007
- Championnat d'Europe de basket-ball 2007

## Galerie

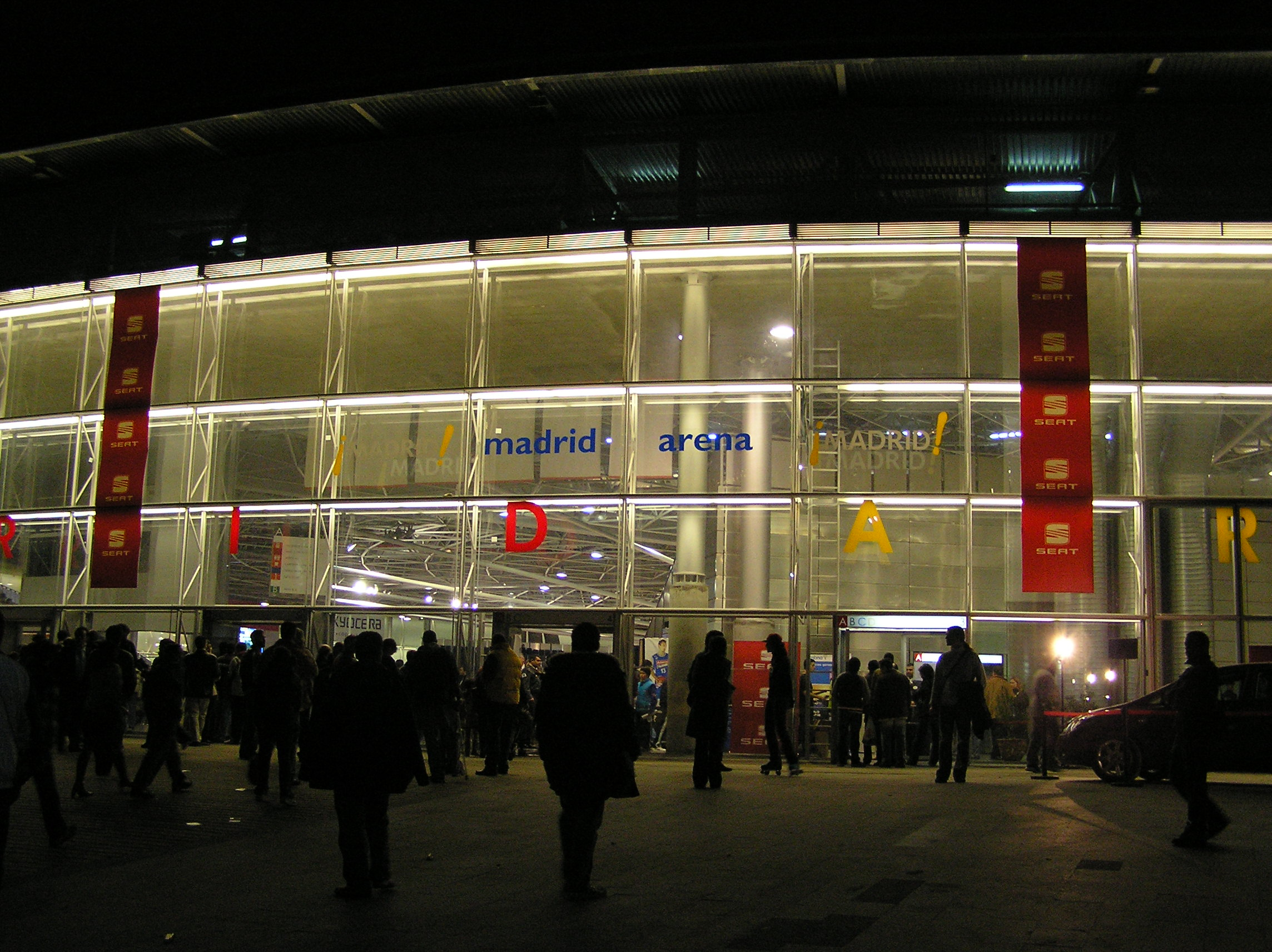
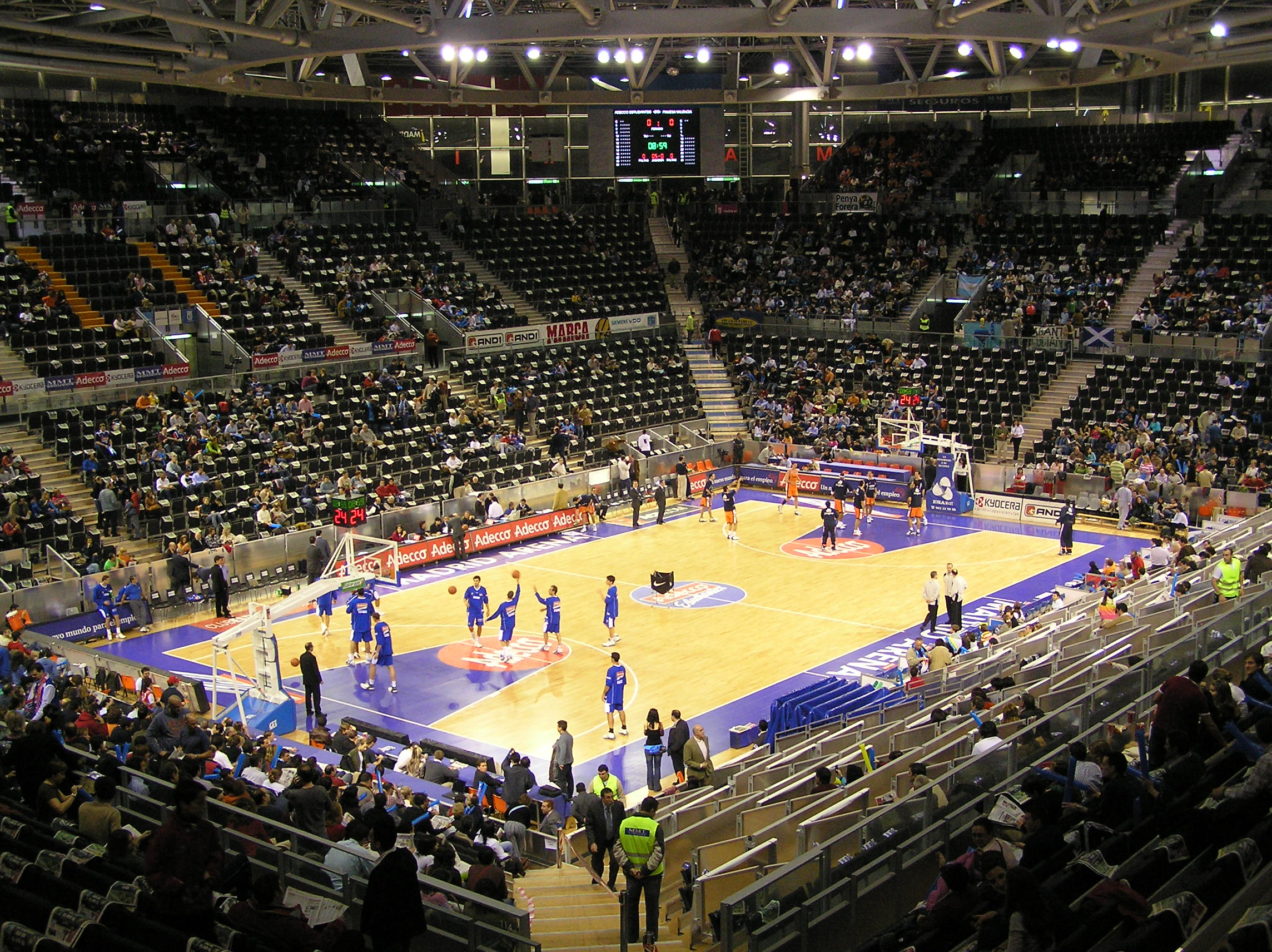